# (471325) 2011 KT19

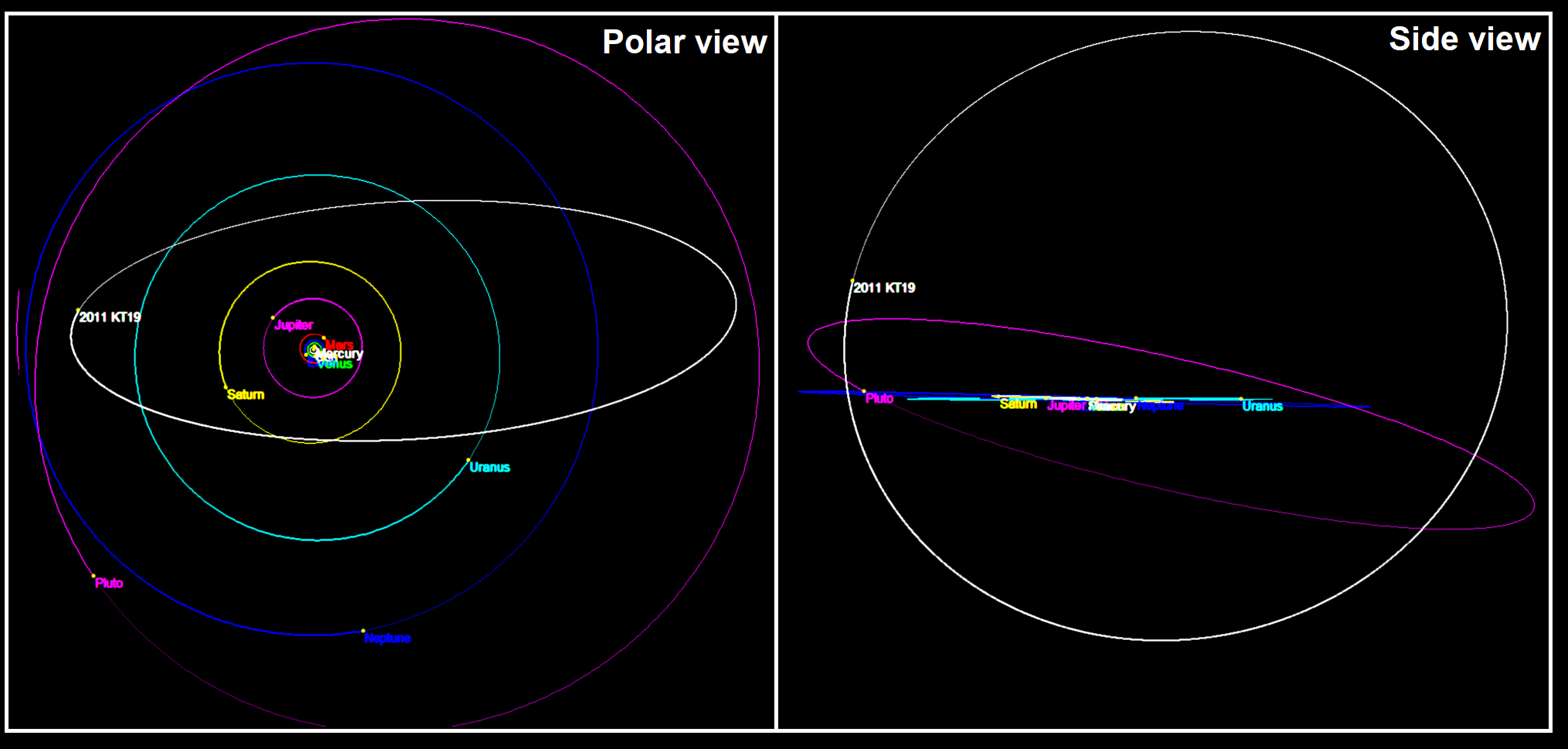
Órbita de (471325) 2011 KT19.

(471325) 2011 KT19, também escrito como (471325) 2011 KT19 e apelidado de Niku, é um corpo menor do Sistema Solar que é classificado pelo Minor Planet Center como um Centauro. Ele possui uma magnitude absoluta de 7,2 e tem um diâmetro estimado em torno de 160 km.

## Descoberta
(471325) 2011 KT19 foi descoberto no dia 31 de maio de 2011 pelo Mt. Lemmon Survey.

## Órbita
A órbita de (471325) 2011 KT19 tem uma excentricidade de 0,332 e possui um semieixo maior de 35,590 UA. O seu periélio leva o mesmo a uma distância de 23,786 UA em relação ao Sol e seu afélio a 47,393 UA.